# Uhyre
 For alternative betydninger, se Monster (flertydig). (Se også artikler, som begynder med Monster)
Uhyre er et begreb som oftest sættes i forbindelse med ondskab og grusomhed.
Et andet ord for uhyre er "monster", som kommer fra det vulgærlatinske ord monstrare (i fortid monstrum), fra monere (= at advare/mane, der viser til opfattelsen af, at vanskabninger varsler gudernes vrede). 
Personer som foretager sig grusomme handlinger, eksempelvis tortur, mishandling, mord og andre psykopatiske gerninger, bliver ofte karakteriseret som uhyrer.

## Søuhyrer iKongespejlet
I fiktionens verden, som eventyr og mytologi, optræder en række uhyrer. Fra Kongespejlet kendes havstramben (= havmanden), der efter sigende herskede over Grønlandshavet, en enorm, menneskelignende trold med en spids hjelm på hovedet.  Det var havstrambens vane at dukke lodret op af havet, før stormen brød løs. Søtrolden havde skuldre, hals og hoved ligesom en mand, men underkroppen smalnede til fra hofterne. Nogle mente, den havde underkrop som en fisk; andre, at kroppen endte i en spids, ligesom en pæl. Havstrambens kvindelige modstykke var margygen (mar = hav), der også er omtalt af Adam Oehlenschläger.  I Kongespejlet beskrives margygen som en havfrue, med lange arme og langt hår, men fingrene var forbundet med svømmehud. "Nedenfor bæltestedet så margygen ud ligesom en fisk, med skæl, fiskehale og finner." Hun viste sig ligesom havstramben for det meste kun for at indvarsle storme. De to fænomener kan måske forklares som synsbedrag.  Rygtet om margygen spredte sig helt til Hebriderne. På gælisk blev ordet til muireartach, ved en sammenblanding med det gæliske navn Muircheartach (= Sø-kriger). Margygen beskrives med "tænderne krumme og røde, i hendes hoved stirrede et eneste øje".  I Olav Tryggvasons saga fortælles, at kongen nedkæmpede og dræbte en margyge. Kongespejlet beskriver også havgærdinge, som ser ud, som om al storm til havs og alle bølger, der findes i det hav, mødes tre steder, og deraf dannes tre bølger, som spærrer for det hele hav, sådan at folk ikke ser nogen åbning. De er højere end store bjerge, og ligner bratte, spidse bjergtoppe." 

## Uhyrer

### Mytologiske
- Drage
- Grif
- Kentaur
- Monstrum
- Kimære (uhyre)
- Tarasque

### Nordisk mytologi
- Fafner
- Hel (Lokes datter)
- Fenrisulven
- Midgårdsormen
- Nidhug

### Mytologiske havuhyrer og søuhyrer
- Storsjöodjuret
- Kraken
- Nessie
- Søslanger, ålehest, hesteål, lindorm

### Babylonisk og sumerisk mytologi
- Lotan

### Græsk mytologi
- Argus
- Hydra
- Kyklop

### Egyptisk mytologi
- Apophis

### Science-fiction
- Godzilla
- Frankensteins monster

### Asien
- Naga – f.eks. syvhovedet monster eller "blot" et slangemenneske, som levede i underjordiske byer

### Bibelen
- Leviathan